# Colombie aux Jeux olympiques d'été de 1960
La Colombie participe aux Jeux olympiques d'été de 1960 à Rome en Italie qui se déroulent du 25 août au 11 septembre 1960. Il s'agit de sa cinquième participation à des Jeux d'été. Comme lors des éditions précédentes, elle n'y remporte aucune médaille.